# Walter Schels

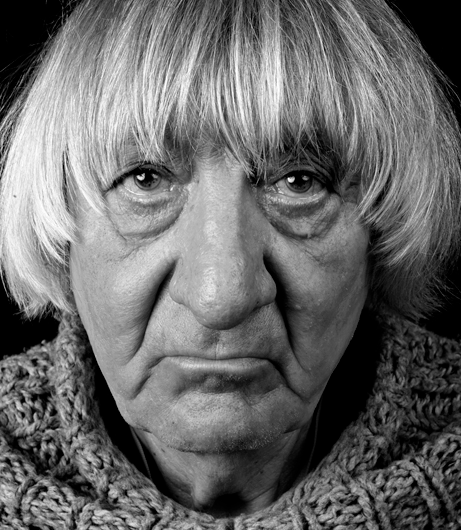
Walter Schels, 2016

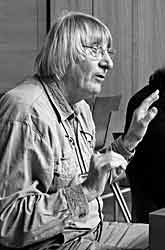
Walter Schels (2009)

Walter Schels (* 1936 in Landshut) ist ein deutscher Fotograf, der mit Schwarzweiß-Porträtserien von Menschen und Tieren bekannt wurde.

## Leben
Walter Schels arbeitete von 1957 bis 1965 als Schaufensterdekorateur in Barcelona, Kanada und Genf. Anschließend ging er nach New York, um Fotograf zu werden. 1970 kehrte er nach Deutschland zurück und eröffnete in München ein eigenes Studio. Er arbeitete für die Werbung, für Zeitschriften und Magazine. Seit Mitte der 1990er Jahre widmete er sich zunehmend eigenen Projekten und experimentellen Arbeiten.
Für die Zeitschrift Eltern fotografierte Schels in den 1980er Jahren Reportagen über Geburten und entdeckte die greisenhaft und „wissend“ wirkenden Gesichter der Neugeborenen. Diese Erfahrung beeinflusste ihn bei all seinen weiteren Porträtarbeiten. In fotografischen Langzeitstudien beschäftigte sich Schels mit Extremsituationen menschlicher Existenz.
„Die Arbeiten von Walter Schels stehen in der Tradition des psychologischen photographischen Portraits. En face, mit direktem Blickkontakt zur Kamera präsentieren sich die Portraitierten. Selbstbewußt schauen sie aus dem Bildraum dem Betrachter entgegen, der sich gerade bei den großformatigen Arbeiten mit der eindringlichen physiognomischen Landschaft des einzelnen Gesichts konfrontiert sieht. Dennoch ist Schels Blick kein distanzierter, kein emotionsloser, kein rein analytischer, sondern bleibt im höchsten Maße eindringlich, einfühlend und wahrt trotz aller Nahsichtigkeit gegenüber dem Portraitierten stets respektvolle Diskretion“, so beschreibt ihn der Fotograf, Sammler und Kurator F. C. Gundlach in einer Ausstellungseinführung in der Freien Akademie der Künste, Hamburg.
Für die mit Beate Lakotta verwirklichte Serie Noch mal leben vor dem Tod, die Hospizpatienten kurze Zeit vor und unmittelbar nach deren Tod zeigt, wurde Walter Schels mehrfach ausgezeichnet.
Walter Schels ist Ehrenmitglied des Berufsverbands Freie Fotografen und Filmgestalter (BFF) und Mitglied der Freien Akademie der Künste in Hamburg.
Walter Schels ist mit der Journalistin und Autorin Beate Lakotta verheiratet. Er lebt und arbeitet in Hamburg.

## Ausstellungen (Auswahl)
- Walter Schels. Prinzip Atlas, Rotundenprojekt, Pinakothek der Moderne, München 2022
- Walter Schels.Fotografien, Hessisches Landesmuseum Darmstadt, 2022
- trans*, (mit Beate Lakotta) Galerie Kornfeld, 68 Projects, Berlin, 2021
- Walter Schels. Leben, Deichtorhallen Hamburg, Internationales Haus der Photographie in den Deichtorhallen, 2019
- Walter Schels. Fotografie. Galerie Abtart, Stuttgart, 2017
- Tierische Porträts, Museumsberg Flensburg, 2015
- Schels' Tierleben, Festival Horizonte Zingst 2012[2]
- Überleben – von zu früh geborenen Kindern II, Langzeitstudie, Bundesverband „Das frühgeborene Kind“ e.V, Frankfurt a.M, 2011
- Überleben – von zu früh geborenen Kindern I, Langzeitstudie, Bundesverband „Das frühgeborene Kind“ e.V, Hannover, 2009
- Noch mal leben, Westlicht, Wien, 2009
- Life before death, OGE Gallery, Haifa, Israel, 2008
- Fabelwesen, Festival Horizonte Zingst, 2008
- Life before death, Wellcome Collection, London, 2008 (see Video)
- Von großen und von kleinen Tieren, Landesmuseum für Kunst und Kulturgeschichte, Oldenburg 2007
- Noch mal leben, Kunstmuseum Thurgau, Schweiz, 2006
- AmorTe, Museu d'Agua, Lissabon, Portugal, 2006
- Lebenszeit, Photokina, Köln 2004
- Noch mal leben (mit Beate Lakotta), Deutsches Hygiene-Museum, Dresden, 2004
- Das zweite Gesicht, Freie Akademie der Künste, Hamburg, 2002
- Warhol – Beuys, Altonaer Museum Hamburg, 1999
- Portraits, Fotografie Forum Frankfurt, 1995
- Blinde, Museum für Kunst und Gewerbe, Hamburg, 1994
- Von Menschen, Tieren und Händen, Internationale Fototage Herten, 1993
- Neugeboren, PPS-Galerie, Hamburg, 1985
- Reportage und Porträts, Nikon-Galerie, Zürich, 1981
- Fotografia Surreale, Galleria Diaframma, Milano, Italien, 1976

## Auszeichnungen
- Hansel-Mieth-Preis
- Goldmedaille des Art Directors Club Deutschland[3]
- Lead Award der Akademie für neue Bildsprache
- World Press Photo Award

## Bücher
- Modularer Werkkatalog Walter Schels, Fotografenverlag, 2021 ff
- Klaus Honnef (Hg.) Walter Schels.Fotografie. Ausstellungskatalog, AbtArt, 2017
- Hände. Text: Beate Lakotta. S. Fischer Verlag, Frankfurt am Main 2016, ISBN 978-3-10-002547-0.
- Noch mal leben vor dem Tod: Wenn Menschen sterben. Text: Beate Lakotta, Deutsche Verlags-Anstalt, München 2004, ISBN 978-3-421-05837-9.
- Tierische Porträts, mit einem Text von Dennis C. Turner. Edition Stemmle, Zürich 2001, ISBN 3-908163-44-7
- Die Seele der Tiere: Gesichter, Gefühle, Geschichten. Text: Sabine Schwabenthan, Orbis Verlag München 2002, ISBN 978-3-572-01403-3.
- Lidské tváře Brno 1998.
- Das offene Geheimnis: neugeboren – altgeboren. Was Gesicht und Mimik eines Neugeborenen verraten, welche Anlagen und Eigenschaften lassen sich erkennen, Mosaik Verlag, München 2001, ISBN 978-3-576-11469-2.
- Roncalli – Die Reise zum Regenbogen, Mahnert-Lueg, München 1982, ISBN 978-3-922170-33-4.
- Im Traum hab ich mich schwarz gesehn. Mit Gedichten von Margrit Tellenbach. Thauros Verlag, München 1978, ISBN 978-3-88411-000-3.